# Claude Girard
Pour les articles homonymes, voir Girard.
Claude Girard, né le 5 août 1952 à Émagny (Doubs) et mort le 27 mars 2004, est un homme politique français.
Après avoir été membre du Rassemblement pour la République, il avait rejoint l'Union pour un mouvement populaire après sa création en 2002.

## Biographie
Zootechnicien de profession, il fait son entrée en politique lors des élections cantonales de 1982 en étant élu dans le canton d'Audeux. Il devient, à 29 ans, le plus jeune conseiller général du département. Il sera réélu en 1988, 1994 et 2001. À la suite des élections cantonales de 1998, il est élu président de cette assemblée, une fonction qu'il assurera jusqu'à sa mort.
En 1989, il fait son entrée au conseil municipal de la petite commune de Lantenne-Vertière où il siègera jusqu'en 2001 comme simple membre.
À la suite des élections régionales de 1992, il devient membre du Conseil régional de Franche-Comté. Il est contraint d'abandonner ce mandat en 1993 pour cause de cumul des mandats.
Lors des élections législatives de 1993, il est une première fois élu député de la première circonscription du Doubs et succède ainsi au député sortant, le maire socialiste de Besançon, Robert Schwint. Au cours de la Xe législature, il siège sur les rangs du Rassemblement pour la République et est membre de la commission des finances, de l'économie générale et du Plan. Il participe aussi à deux commissions spéciales : l'une chargée d'examiner deux projets de loi sur la bioéthique et l'autre sur les lois de financement de la sécurité sociale.
En 1997, il est battu par le candidat socialiste, Jean-Louis Fousseret. Il fait son retour au Conseil régional de Franche-Comté l'année suivante et en devient vice-président. Il est à nouveau amené à démissionner de l'assemblée régionale en 2002 pour cause de cumul des mandats.
Il prend sa revanche lors des élections législatives de 2002, en battant celui qui est devenu entre-temps maire de Besançon. Pour la XIIe législature, il rejoint le groupe de l'Union pour un mouvement populaire et devient membre de la commission des affaires économiques, de l'environnement et du territoire.
Il meurt d'un cancer le 27 mars 2004, à la veille du second tour des élections cantonales de 2004 qui verront le conseil général du Doubs basculer à gauche pour la première fois depuis 1913. En raison de son état de santé, il avait fait part en privé de son désir de ne pas briguer pour la quatrième fois la présidence de l'assemblée départementale. Sa suppléante Françoise Branget lui a succédé à l'Assemblée nationale.

## Mandats

### Député
- 02/04/1993 - 21/04/1997 : député de la première circonscription du Doubs
- 19/06/2002 - 27/03/2004 : député de la première circonscription du Doubs

### Conseiller régional
- 23/03/1992 - 17/04/1993 : membre du conseil régional de Franche-Comté
- 16/03/1998 - 12/07/2002 : vice-président du conseil régional de Franche-Comté

### Conseiller général
- 22/03/1982 - 02/10/1988 : membre du conseil général du Doubs (élu dans le canton d'Audeux)
- 03/10/1988 - 27/03/1994 : vice-président du conseil général du Doubs (réélu dans le canton d'Audeux)
- 28/03/1994 - 20/06/1999 : vice-président du conseil général du Doubs (réélu dans le canton d'Audeux)
- 21/06/1999 - 18/03/2001 : président du conseil général du Doubs
- 19/03/2001 - 27/03/2004 : président du conseil général du Doubs (réélu dans le canton d'Audeux)

### Conseiller municipal
- 20/03/1989 - 18/06/1995 : membre du conseil municipal de Lantenne-Vertière (Doubs)
- 19/06/1995 - 18/03/2001 : membre du conseil municipal de Lantenne-Vertière